# Unwin Range
Unwin Range är ett berg i Kanada.   Det ligger i Powell River Regional District och provinsen British Columbia, i den sydvästra delen av landet, 3 600 km väster om huvudstaden Ottawa. Toppen på Unwin Range är 1 348 meter över havet.
Terrängen runt Unwin Range är bergig. Havet är nära Unwin Range åt nordväst.Trakten runt Unwin Range är nära nog obefolkad, med mindre än två invånare per kvadratkilometer.. Det finns inga samhällen i närheten. 
I omgivningarna runt Unwin Range växer i huvudsak barrskog.